# Moquegua (regio)
Moquegua (Aymara: Moqwegwa; Quechua: Muqiwa) is een regio in het zuiden van Peru, die begrensd wordt door de Grote Oceaan in het westen, Arequipa in het noorden, Puno in het oosten en Tacna in het zuiden. De hoofdstad van de regio is Moquegua.

## Bestuurlijke indeling
De regio is verdeeld in drie provincies, die weer zijn onderverdeeld in 21 districten. Achter elke provincie wordt de hoofdplaats genoemd.
| Nr. | Provincie             | Inwoners | Oppervlakte | UBIGEO | Districten | Hoofdplaats | Inwoners |
| --- | --------------------- | -------- | ----------- | ------ | ---------- | ----------- | -------- |
| 1   | General Sánchez Cerro | 28.685   | 5.682 km²   | 1802   | 10         | Omate       | 3.158    |
| 2   | Ilo                   | 71.352   | 1.381 km²   | 1803   | 3          | Ilo         | 66.118   |
| 3   | Mariscal Nieto        | 82.296   | 8.672 km²   | 1801   | 8          | Moquegua    | 60.572   |

| Detailkaart |
| ----------- |
|             |
| Provincies  |

## Fysische geografie
Het landschap is bergachtig tot aan de Tambo en Moquegua vlakte. De hoogste berg is de vulkaan Omate o Huaynaputina (met een hoogte van 6175 meter). De regio Moquegua herbergt ook de meest actieve vulkaan van Peru, de Ubinas. Daarnaast zijn er twee woestijnen in Moquegua, de Clemesi- en de Salinaswoestijn. Er lopen ook verschillende rivieren door deze regio, waaronder de Ilo, de Tambo en de Locumba.
Aan de kust bedraagt de gemiddelde temperatuur 22 graden. Het regenseizoen duurt van januari tot februari. De oppervlakte van Moquegua bedraagt 15.734 km².

## Sociale geografie
De belangrijkste havenstad is Ilo. Een belangrijk bestaansmiddel is de landbouw, waaronder graan- en wijnbouw, olijfbomen en avocado's. Daarnaast is de streek rijk aan natuurlijke delfstoffen, zoals koper, zilver en uranium, waardoor er verschillende mijnbouwbedrijven werkzaam zijn.

## Demografie
De regio heeft 180.477 inwoners (2015), per km² is dit 10 mensen. Het aandeel in het bnp is gering, slechts 1.43% (gegevens: 2002).
Amazonas · Áncash · Apurímac · Arequipa · Ayacucho · Cajamarca · Callao · Cuzco · Huancavelica · Huánuco · Ica · Junín · La Libertad · Lambayeque · Lima · Loreto · Madre de Dios · Moquegua · Pasco · Piura · Puno · San Martín · Tacna · Tumbes · Ucayali

Zelfstandige provincie: Lima